# 886
886 (DCCCLXXXVI) var ett normalår som började en lördag i den julianska kalendern.

## Händelser

### Okänt datum
- Den anglosaxiske kungen Alfred den store erövrar London.
- Vikingarnas belägring av Paris (som har pågått sedan året innan) avslutas.
- al-Mundhir efterträder Muhammad I som emir av Cordoba.

## Födda
- Ōnakatomi no Yoritomo, japansk poet.

## Avlidna
- Basileios I, kejsare av Bysantinska riket.